# پاییز ۵۴۶۱
سیارک ۵۴۶۱ (به انگلیسی: 5461 Autumn، نامگذاری:1983HB1) پنج هزار و چهارصد و شصت و یکمین سیارک کشف شده‌است که در ۱۸ آوریل ۱۹۸۳ کشف شد.
قدر مطلق سیارک برابر ۷۴.۰ است.
https://web.archive.org/web/20191006234339/http://iranshahrpedia.com/docs/Asar-e%20Sabti%20(Up%20to%2026666)%20(Version%2090%2008%2029).zip